# Bandar-Abbász
Bandar-Abbász (perzsául:  بندرعباس) kikötőváros Irán déli részén, a Hormuzi-szorosban, a Perzsa-öböl partján. Hormozgán tartomány székhelye. Lakossága 426 ezer fő volt 2012-ben.
Stratégiai helyzete miatt az iráni haditengerészet fő bázisa. A Dél-Iránon áthaladó kereskedelmi utak fókusza, gyapotfeldolgozása, halászata, halkonzervgyártása van.

## Története
Bandar-Abbász helyén már I. Dareiosz idején (Kr. e. 6. század) település létezett a feljegyzések szerint. Nagy Sándor hódításai idejében Hormirzad néven ismert.
A mai várost I. Abbász perzsa sah alapította meg (akiről a város a nevét kapta) 1623-ban, a Hormuz-szigeti kikötő helyett, amelyet a portugálok nem sokkal korábban elfoglaltak. A 17. században Perzsia legfőbb kikötőjévé vált az Indiával folytatott kereskedelemben, majd a 18. században Busehr mögött a háttérbe szorult. Egy ideig Maszkat fennhatósága alatt állt. A 20. század közepén halászkikötőként működött, majd a század végére vált Irán egyik legforgalmasabb kikötőjévé.

## Fordítás
- Ez a szócikk részben vagy egészben  a   Bandar Abbas című angol Wikipédia-szócikk fordításán alapul.  Az eredeti cikk szerkesztőit annak laptörténete sorolja fel. Ez a jelzés csupán a megfogalmazás eredetét és a szerzői jogokat jelzi, nem szolgál a cikkben szereplő információk forrásmegjelöléseként.
- Ez a szócikk részben vagy egészben  a   Bandar Abbas című német Wikipédia-szócikk fordításán alapul.  Az eredeti cikk szerkesztőit annak laptörténete sorolja fel. Ez a jelzés csupán a megfogalmazás eredetét és a szerzői jogokat jelzi, nem szolgál a cikkben szereplő információk forrásmegjelöléseként.